# Güler Duman

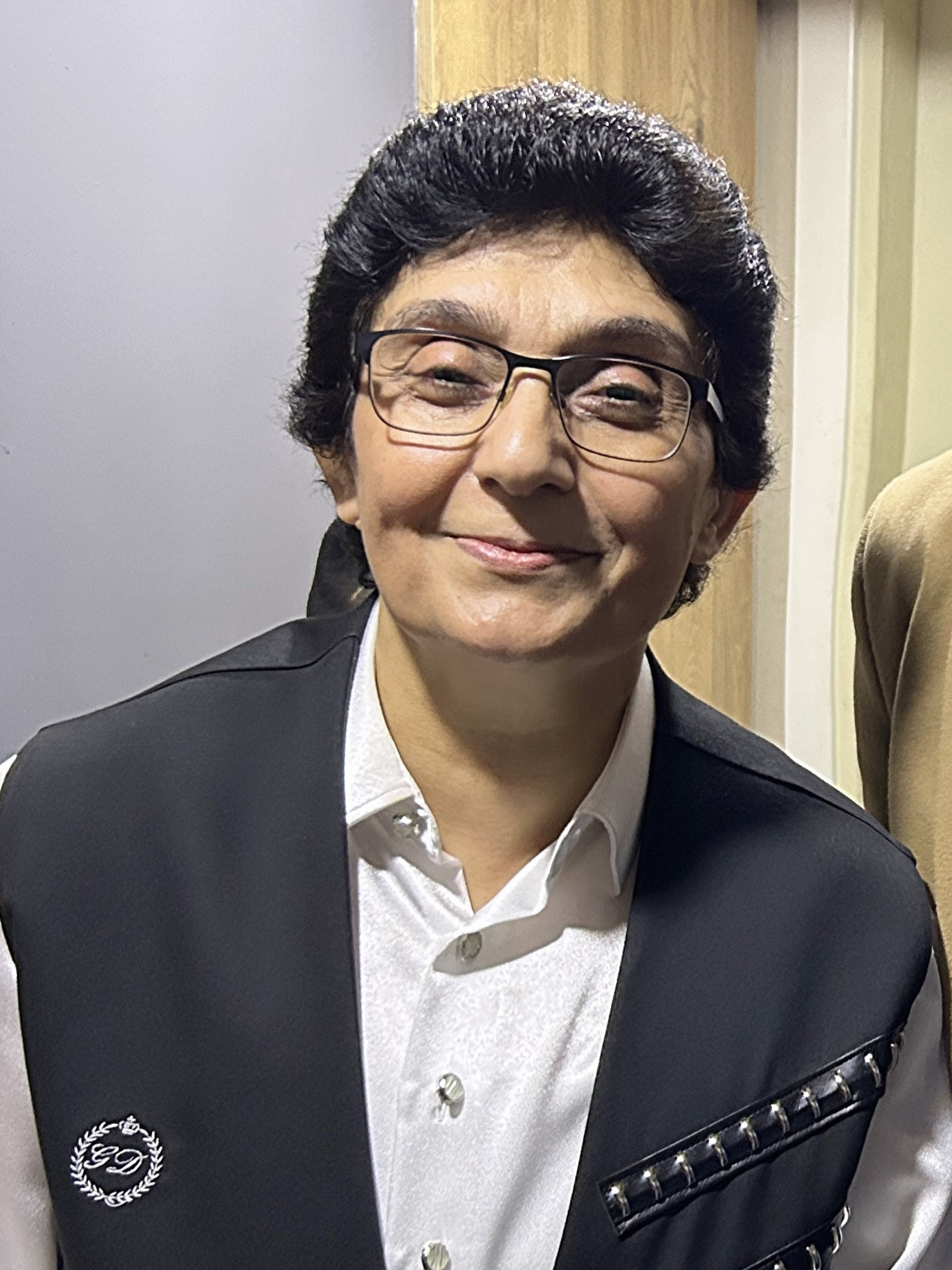
Güler Duman, 2023

Güler Duman (* 30. Juni 1967 in Istanbul) ist eine türkische Sängerin der anatolischen Volksmusik.

## Leben und Karriere
Duman gibt Konzerte im In- und Ausland. Sie lebt in Hannover und leitet dort eine eigene Schule für türkische Folkloremusik.
In ihrer Karriere nahm Güler Duman über zwanzig Alben auf, unter anderem mit Zafer Gündoğdu und Musa Eroğlu. Seit 2005 arbeitet sie mit der Sängerin Özlem Özdil zusammen. Sie brachten ein Album mit dem Titel Yollarına Kar Mı Yağdı (Nazlı Nazlı) heraus.

## Diskografie

### Alben
- 1980: Dost Garip
- 1982: O Leyli Leyli
- 1984: Seher Yeli
- 1985: Mevlayı Seversen
- 1987: Misafir Geldim
- 1987: Nazlı Yara Küskünüm
- 1988: Kulluk Benim Olsun Sultanlık Senin
- 1988: Ya Dost
- 1990: Buldular Beni
- 1991: Gül Yüzlü Sevdiğim
- 1992: Duygu Pınarı (Vezrana)
- 1994: Güler Duman '94
- 1995: Bu Devran
- 1997: Öl Deseydin Ölmez miydim?
- 2002: Yolcuyum Bu Dağlarda
- 2006: Yollarına Kar Mı Yağdı (mit Özlem Özdil)
- 2009: Türküler Dile Geldi
- 2012: Yüreğimden Yüreğinize
- 2017: Yüreğimden Yüreğinize Sazım

### Singles (Auswahl)
- 1994: Türkülerle Gömün Beni
- 1994: Güle Yel Değdi
- 1995: Can Efendim
- 2007: Şu Yalan Dünyaya Geldim Geleli
- 2017: Sazım

## Auszeichnungen
- 1996: Kral Türkiye Müzik Award in der Kategorie Beste türkische Volksmusikerin